# Bergiola grandis
Bergiola grandis är en insektsart som beskrevs av Yu S. Tarbinsky 1930. Bergiola grandis ingår i släktet Bergiola och familjen vårtbitare. Inga underarter finns listade i Catalogue of Life.